# Aragats
Aragats (armeniska: Արագած լեռ), är ett berg med fyra toppar vars högsta, den norra, är 4 095 m ö.h. och Armeniens högsta punkt. De övriga topparna är 4 080 (västra),  3 879 (södra) och den 3 916 (östra) m ö.h.. Berget är beläget i Aragatsotnprovinsen, nära landgränsen till Turkiet.